# Zouaves pontificaux
Le bataillon des Zouaves pontificaux, créé le 1er janvier 1861 sur le modèle des troupes de zouaves de l'armée française, dont l'uniforme exotique est très populaire au milieu du XIXe siècle devenu régiment au 1er janvier 1867, est constitué de volontaires, majoritairement français, belges, néerlandais et canadiens français, venus défendre l'État pontifical, dont l'existence est menacée par la réalisation de l'Unité italienne au profit du Piémont. Son histoire est corrélée à la dernière décennie de l'État du Saint-Siège (1860-1870). Le régiment est licencié le 21 septembre 1870 à la suite de la disparition des États pontificaux.

## La création du corps des Zouaves pontificaux
En 1860, le sort de l'État pontifical paraît critique. Les puissances catholiques se désintéressent de la question, aussi le camérier secret du pape Pie IX, Mgr Xavier de Merode, ancien militaire devenu pro-ministre des armes, décide de faire appel au général de Lamoricière pour réorganiser et commander l'armée pontificale. Pour augmenter les effectifs, Lamoricière recourt à l'enrôlement volontaire et fait appel aux États catholiques. Belges et Français constituent un bataillon de tirailleurs franco-belges (les plus gros contingents viennent de Bretagne et de Vendée) sous les ordres du vicomte Louis de Becdelièvre. Celui-ci tient personnellement à les doter de l'uniforme inspiré des zouaves, et adapté à la chaleur romaine. Assez mal accueilli par Lamoricière qui a bien d'autres problèmes plus urgents, il a le soutien de Mgr de Merode et du pape lui-même ; les tirailleurs sont donc appelés Zouaves pontificaux avant même la création officielle du corps. Les Piémontais écrasent les Pontificaux à la bataille de Castelfidardo (18 septembre 1860) et l'État du pape se trouve réduit au seul Latium. Le désastre fait affluer les volontaires à Rome : le bataillon des Zouaves pontificaux est constitué d'une partie des tirailleurs franco-belges et des Irlandais du bataillon de Saint-Patrick, auxquels s'étaient ajoutés, avant la bataille, les quelques « croisés » d'Henri de Cathelineau.
Joseph-Louis Guérin, séminariste nantais, blessé lors des combats, décède le 30 octobre 1860. Sa tombe, à Nantes, devint un lieu de pèlerinage très populaire ; on lui attribua même 35 miracles de guérison entre 1861 et 1864.

## Caractéristiques des Zouaves pontificaux

### Les effectifs et l'origine géographique
Jusqu'en 1864, les Zouaves comptent entre 300 et 600 hommes puis l'effectif monte à 1 500 hommes puis 1 800 avant d'atteindre le maximum de 3 200 hommes peu avant la chute de Rome.
Entre 1861 et 1870 l'armée pontificale augmenta ses effectifs, jusqu'à compter 18 000 hommes dont 11 000 volontaires (parmi eux 3 000 Français, dont près de 40 % proviennent de Bretagne où de Vendée).
Le 11 avril 1866 une circulaire du Maréchal Randon avait autorisé la création de la Légion d’Antibes qui à côté des Zouaves pontificaux, fournit des effectifs à l'armée pontificale, surtout en soldats de nationalité française.
Entre 1861 et 1870, il y a plus de 10 000 nouveaux engagés issus de 25 nationalités différentes. Les plus nombreux sont les Néerlandais, ensuite les Français et les Belges mais on trouve aussi des Suisses, des Allemands, des Italiens, des Canadiens et même des Américains. Sur 170 officiers, on compte 111 Français et 25 Belges. Leur aumônier est Mgr Jules Daniel, un Nantais, assisté par deux Belges, Mgr Sacré et Mgr de Woelmont.
L’un des engagés les plus connus est John Surratt (1844-1916), impliqué en 1865 dans l'assassinat d'Abraham Lincoln : ayant fui en Europe, il servit quelque temps dans la neuvième compagnie de Zouaves pontificaux, sous le nom de John Watson.
L'effectif français est issu pour plus du tiers des départements constituant les actuelles régions de la Bretagne et des Pays de la Loire. Cette affluence masque les apports non négligeables du Nord, de la région de Nîmes, et du sud du Massif Central. Si Belges néerlandophones et Néerlandais sont souvent d'origine populaire, la noblesse est bien représentée chez les Français et les volontaires belges francophones. Le duc de La Rochefoucauld-Doudeauville et son frère, le duc de La Rochefoucauld-Bisaccia, soutiennent financièrement l'entreprise en équipant complètement 1 000 hommes. Leur point commun est leur attachement à l'Église catholique romaine : leur combat est vu comme une croisade pour défendre la capitale du catholicisme et la liberté du pape contre le révolutionnaire Garibaldi et le roi Victor-Emmanuel II. Leur engagement religieux est souvent inséparable de leur engagement politique : nombreux sont les Français qui se réclament du légitimisme.

### L'uniforme

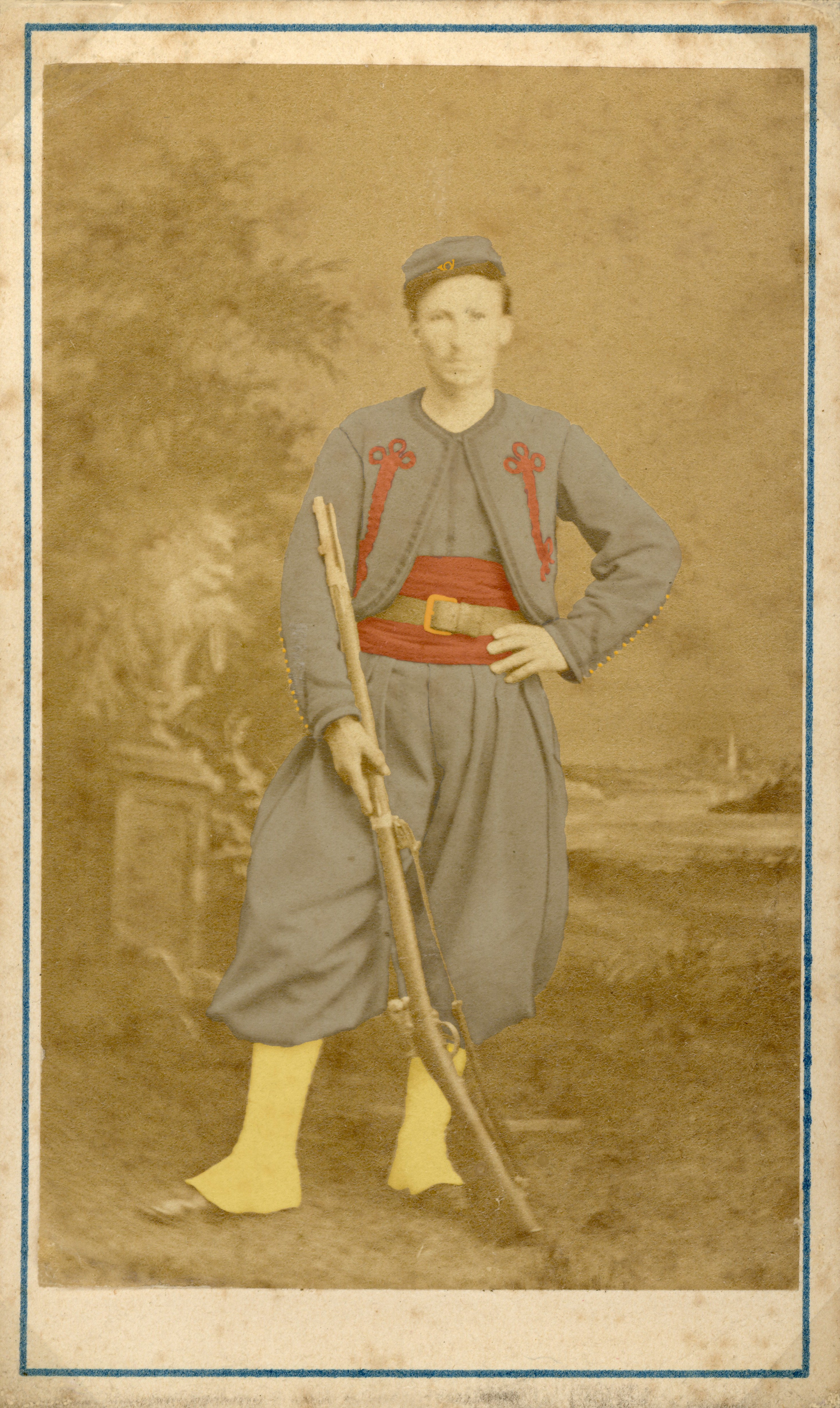
Magloire Roussel en tenue de Zouave pontifical.
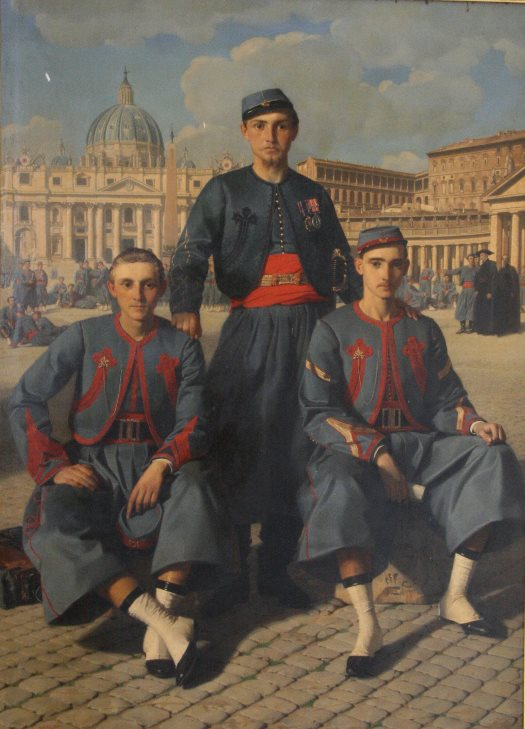
Les trois frères de Villèle,
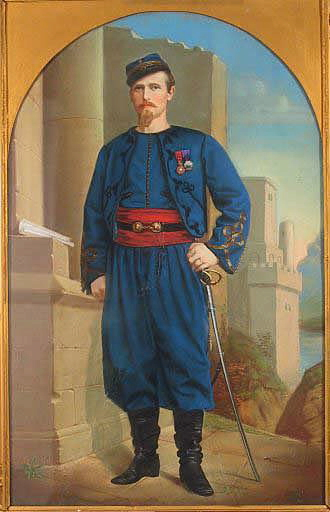
Athanase de Charette de la Contrie.

De couleur gris-bleu, l'uniforme se compose d'une courte veste à soutaches rouges au col dégagé, d'un grand pantalon bouffant retenu par une large ceinture rouge et d'un petit képi à visière carrée. Les officiers portent des soutaches noires. La tiare et les clés croisées de Saint-Pierre sont gravées sur les boutons de cuivre. Les officiers portent des bottes et les soldats des molletières jaunes.
Il a été prévu une coiffure de grande tenue, sorte de colback en faux astrakan de laine noire, sans visière, à calot de drap rouge; une courte fourragère, terminée par un gland pendant à droite, le tout en laine rouge, en fait le tour. Pour les officiers, le talpack est en astrakan véritable et le calot porte un nœud hongrois en soutache d'or.
Très similaire à celle des zouaves de l'armée française, cette tenue n'enthousiasme pas la Curie, où l'on a ce mot : « C'est bien une idée de Français de vêtir les défenseurs du Pape en mahométans ! ». Mais l'idée plaît à Pie IX. La solde est élevée, d'où le qualificatif de mercenaires utilisé par les adversaires des zouaves pour les discréditer.

### Un corps remis en question
Le commandement est confié de nouveau au colonel de Becdelièvre. À la suite d'un désaccord avec Mgr de Merode, il démissionne et il est alors remplacé par le colonel Allet, un Suisse depuis longtemps au service du Pape. La ligne intransigeante et belligérante défendue par Merode et qu'incarnent les zouaves paraît désavouée en 1865 : par la convention franco-italienne du 15 septembre 1864, l'Italie s'engage à respecter l'État pontifical et la France s'engage à retirer ses troupes dans les deux ans. Le 20 octobre 1865, le camérier secret se voit retirer son ministère au profit du général Hermann Kanzler. Si les Piémontais, en effet, ne peuvent plus bouger officiellement, ils soutiennent en sous-main le harcèlement que mènent Garibaldi et ses « chemises rouges ». C'est avec eux que les zouaves connaissent divers « accrochages » dans la défense des frontières du Latium, jusqu'à l'affrontement de 1867.
En mai 1868, il y avait 4 592 hommes au matricule soit 1 910 Néerlandais, 1 301 Français, 686 Belges, 157 « Pontificaux », 135 Canadiens, 101 Irlandais etc. En 1869, le régiment reçut son organisation définitive : 4 bataillons à 6 compagnies et 4 compagnies de dépôt. C'était donc une unité de la force d'une brigade.
Les Zouaves pontificaux étaient surnommés « Les diables du bon Dieu » par les nationalistes italiens.

## La campagne de 1867 et Mentana

### Le retour des périls
Avec la cession de la Vénétie par l'Autriche battue par la Prusse en 1866 et le retrait des troupes françaises, l'aile radicale des patriotes italiens relance les projets d'annexion. Garibaldi déclare venu le temps de « faire crouler la baraque pontificale » et au Congrès international pour la paix à Genève le 9 septembre 1867, il qualifie la papauté de « négation de Dieu (…) la honte et la plaie de l'Italie ». Pour les zouaves, Garibaldi est vu comme l'Antéchrist. Il organise une petite armée de volontaires de 8 000 hommes et il essaie de rééditer l'expédition des Mille qui avait réussi en Sicile en 1860. En décembre 1866, Athanase de Charette de la Contrie devient lieutenant-colonel des zouaves toujours sous le commandement d'Allet.
En octobre, avec la complicité du gouvernement italien, les garibaldiens envahissent l'État pontifical et tentent d'organiser l'insurrection de Rome. Le 22 octobre, le projet de soulèvement échoue, faute d'un soutien populaire. La destruction par une mine souterraine de la caserne Serristori, logement habituel des zouaves, fait une vingtaine de victimes parmi eux mais la ville reste attentiste. Les garibaldiens s'emparent de Monte Rotondo le 26 octobre tandis qu'un corps expéditionnaire français débarque à Civitavecchia le 29 pour venir au secours du Pape.

### La bataille de Mentana
Le général Kanzler mène la contre-offensive pontificale. Le 3 novembre 1867, dans la localité de Mentana, les zouaves et les carabiniers pontificaux soutenus par la légion romaine (ou légion d'Antibes) constituée de volontaires français enfonce la petite armée de Garibaldi. Ils sont suivis par la brigade de l'armée française du général Polhès, qui armée du redoutable chassepot modèle 1866, fusil qui permet de tirer 12 coups à la minute, donne le coup de grâce. Le drapeau aux armes pontificales, porté par Georges de Chergé, fut troué d'une balle de fusil (lettre Baron de Charette du 23 novembre 1867). Ce sont les zouaves qui apparaissent comme les véritables vainqueurs de la journée : lors du défilé victorieux du 6 novembre, les généraux se découvrent à leur passage et la foule crie : « Vive Pie IX, Vive la France, Vivent les zouaves, Vive la religion ! ». Mentana assure à l'État pontifical un répit de trois ans qui permet la réunion du concile de Vatican I.
Parmi les troupes pontificales les zouaves fournirent le plus grand nombre de blessés : sur les 172 pontificaux blessés transportés dans les hôpitaux de Rome 105 étaient des zouaves. Sur ce nombre il en mourut 23[réf. nécessaire].

## La chute de Rome
La guerre franco-prussienne de 1870 entraîne le retrait des militaires français affectés à la protection du pape. En revanche, les volontaires français (officiers ou hommes de troupe) engagés dans le corps des Zouaves pontificaux restent sur place, commandés par le colonel de Charette. En septembre 1870, la défaite de la France contre la Prusse, alliée de l'Italie, provoque l'invasion de ce qui reste des États pontificaux par une armée italienne de 70 000 hommes sous le commandement du général Raffaele Cadorna. En face, les effectifs pontificaux ne dépassent pas 13 000 hommes dont 3 000 zouaves, aussi Kanzler choisit-il de concentrer ses efforts dans la défense de Rome. Le 20 septembre, l'artillerie italienne bombarde les fortifications romaines. Le pape demande à Kanzler de cesser le feu dès les premiers coups de canon au grand dépit des zouaves souhaitant se battre. Onze zouaves sont tués lors des combats, notamment autour de la Porta Pia. Le lendemain, le régiment des zouaves est licencié et les Français sont rapatriés à Toulon.

## La légion des volontaires de l'Ouest 1870-1871

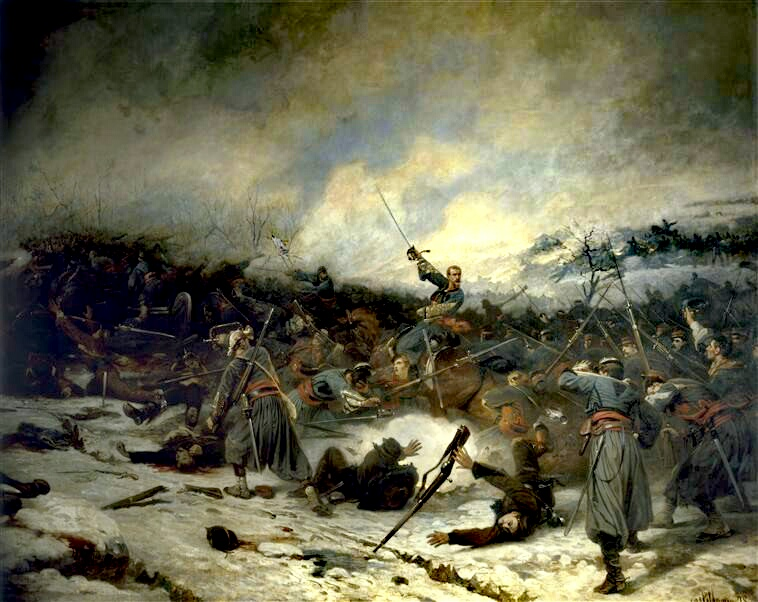
La bataille de Loigny, tableau de Charles Castellani.

De retour en France, Charette propose ses services au gouvernement de la Défense nationale qui l'autorise à fonder un corps franc en lui laissant toute liberté et l'uniforme de zouave mais à condition de changer le nom en « Légion des volontaires de l'Ouest ».

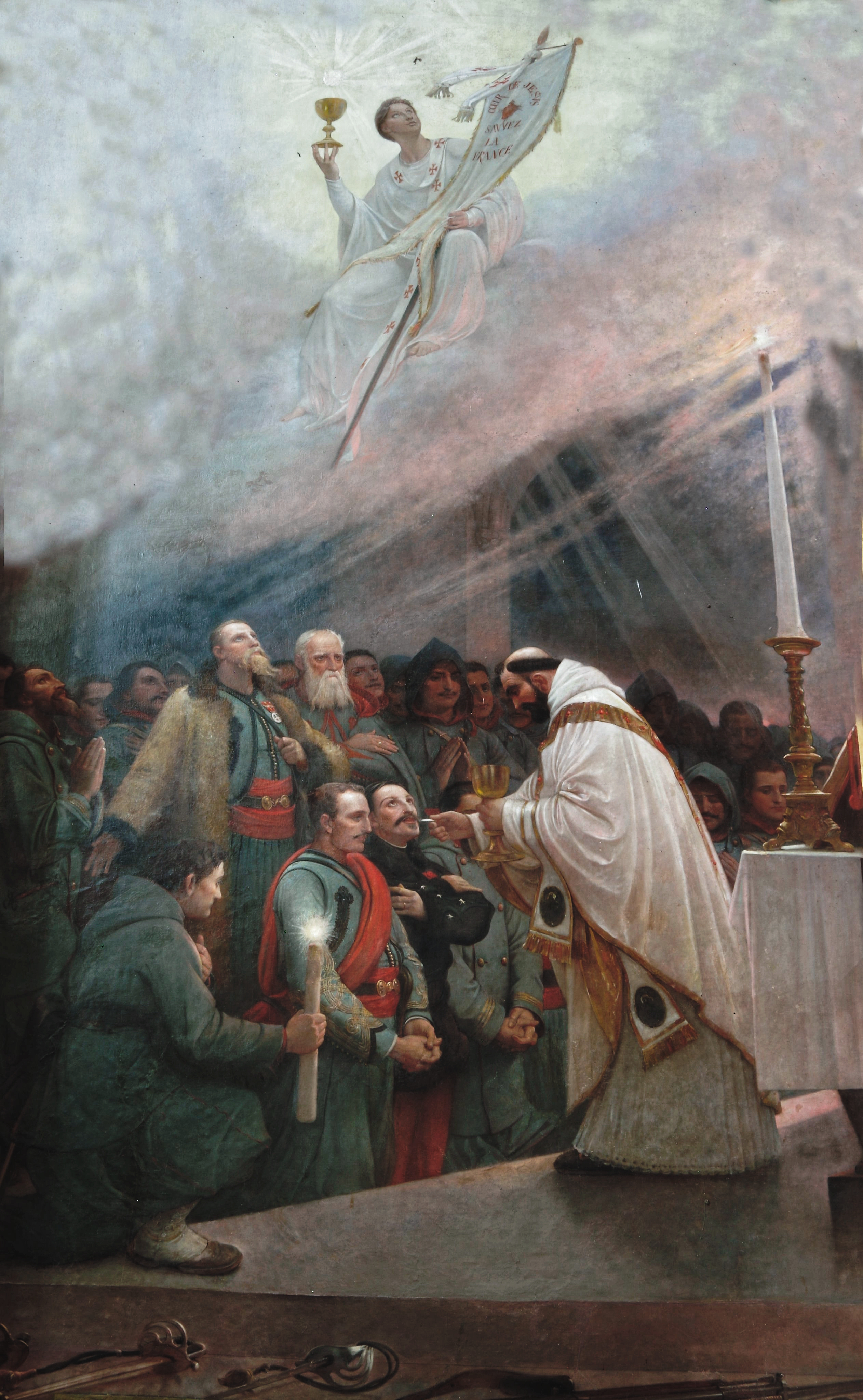
Lionel Royer : La communion des zouaves (Musée de la Guerre de 1870 - Loigny-la-Bataille).

Le nouveau corps se fait remarquer à la bataille d'Orléans (11 octobre). Les deux bataillons sont rattachés au 17e corps d'armée du général Louis-Gaston de Sonis à la mi-novembre. 
Le 2 décembre 1870, pendant la bataille de Loigny, les zouaves, sous la bannière du Sacré-Cœur et aux cris de « Vive Pie IX ! Vive la France ! », tentent de reprendre le village de Loigny dans une charge restée célèbre : Charette, blessé est fait prisonnier mais réussit à s'évader peu après. 
Le 11 janvier 1871, les zouaves chargent à nouveau, avec à leur tête le général Gougeard, et parviennent à reprendre aux Prussiens le plateau d'Auvours, tout proche du Mans. Dans l'afflux des mauvaises nouvelles, ces exploits locaux impressionnent l'armée, bien qu'ils soient sans influence sur la suite des évènements. 
Charette étant devenu général, il refuse que sa « légion » participe à la répression de la Commune de Paris, non par sympathie pour cette cause mais parce qu'il n'accepte pas de se battre contre d'autres Français : il l'a déjà montré en démissionnant de l'armée d'Autriche en 1859 au moment où celle-ci est opposée à la France. 
Finalement les Volontaires de l'Ouest sont toujours à Rennes en mai 1871. 
Le 28 mai, la légion des zouaves est consacrée au Sacré-Cœur de Jésus et, la guerre étant terminée, les bataillons sont dissous le 13 août.

## L'engagement des Zouaves pontificaux

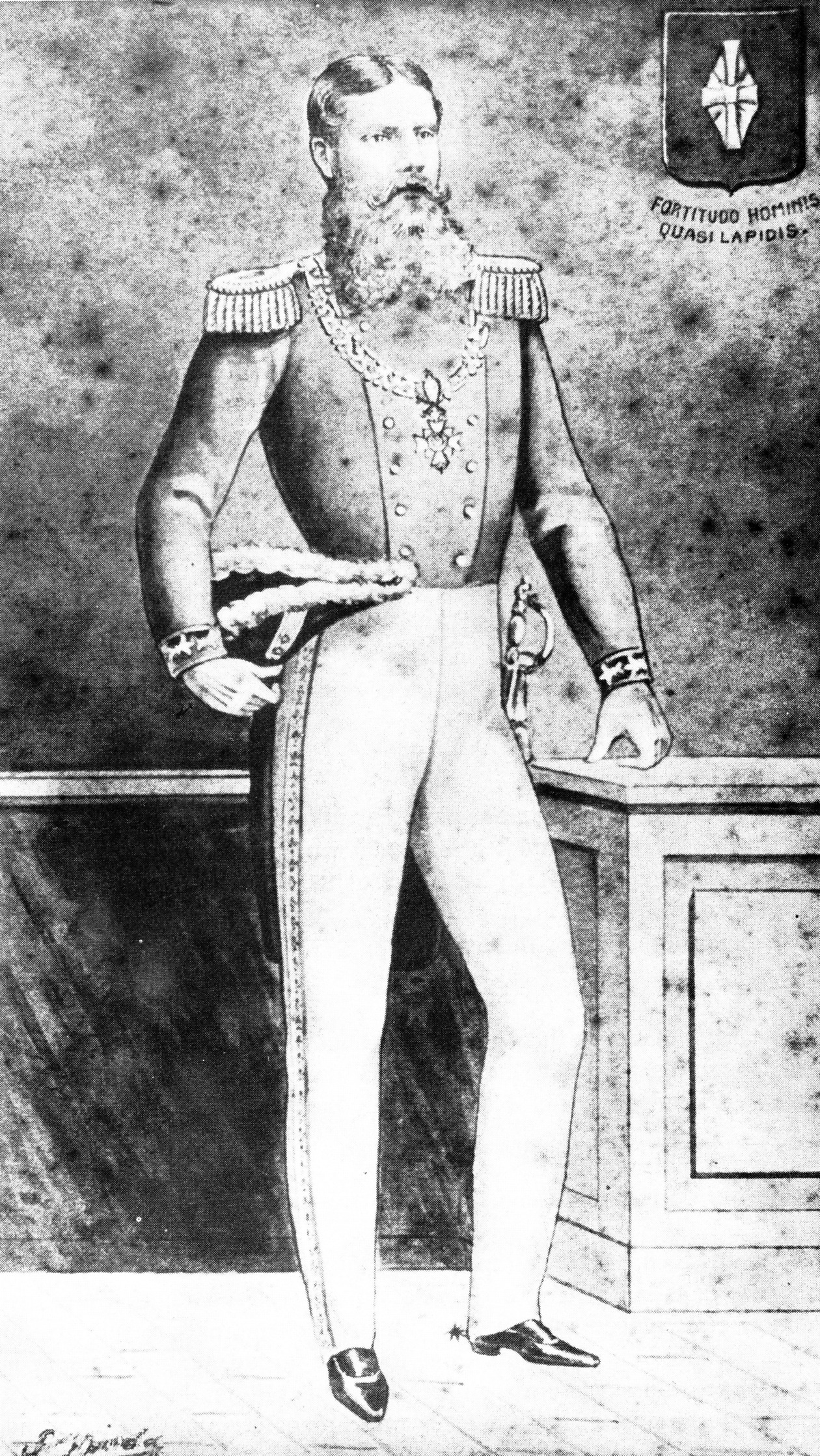
Alphonse-Joseph van Steenkiste, gentilhomme de S.S. le pape Léon XIII, comte par bref pontifical d'avril 1882, Chevalier de l'Ordre de Saint Sylvestre ou de la Milice dorée, décoré de la Croix de Mentana et de la médaille Benemerenti.

Sur le plan diplomatique et idéologique, les Zouaves pontificaux se rattachent à la ligne de la Curie romaine fidèle au maintien du patrimoine de Saint-Pierre. Ils suscitent une mobilisation financière non négligeable de la part des catholiques, notamment en France, même les officiers doivent souvent payer leur équipement (ce qui peut expliquer qu'ils bénéficient d'un équipement relativement moderne). Dans tout le monde occidental, de nombreux prêtres lancent des appels à s'engager dans ce corps, et les zouaves morts au combat apparaissent aux yeux de beaucoup comme des martyrs modernes. De fait, le serment que prêtent les soldats est assez représentatif des motivations qui les animent :

« Je jure à Dieu Tout-Puissant d'être obéissant et fidèle

à mon souverain, le Pontife Romain, Notre Très Saint Père

le Pape Pie IX, et à ses légitimes successeurs.

Je jure de le servir avec honneur et fidélité et de sacrifier

ma vie même pour la défense de sa personnalité auguste et sacrée,

pour le maintien de sa souveraineté et pour le maintien de ses droits. »

Une revue, L'Avant-Garde, perpétua leur action.

Une marche militaire, Le Chant des Zouaves pontificaux, a été composée par Frantz Liouville en 1861. Ses paroles :

« Vive Lamoricière ! 

Répétons tous en chœur

Son noble cri de guerre :

Perdre la vie, sauver l’honneur.

[Refrain:]

En avant ! Marchons, (bis)

Zouaves du Pape, à l’avant-garde

En avant ! Marchons, (bis)

Le pape nous regarde

En avant bataillon !

Car notre général,

Qui se connaît en gloire,

Nous mène à la victoire,

À la victoire comme au bal.

[au refrain]

Il sera sur nos lèvres,

En bravant le canon,

Ô noble Becdelièvre,

Le cri de ton vieux bataillon.

[au refrain]

Et toi, brave Charette,

Toi, notre commandant,

Toujours à notre tête,

Tu nous conduiras en avant.

[au refrain]

Et quand il sera proche

Le moment de mourir,

Sans peur et sans reproche,

Les Zouaves le verront venir.

[au refrain]

Vous les vieux camarades,

Si fiers et si vaillants,

Comme aux belles parades,

Chantez encor, malgré les ans.

[au refrain]

Et vous, verte jeunesse,

Nos fils et nos neveux,

Répétez sans faiblesse,

Le cri des forts, le cri des vieux.

[au refrain]

Ah ! Si jamais l’Église

Fait appel à vos bras,

Gardez notre devise :

Le Zouzou ne recule pas !

[au refrain]

Pour l’Église et la France !

Marchons toujours unis !

C’est là, notre espérance,

Malgré les juifs, nos ennemis.

[au refrain] »

## Principaux combats livrés par les Zouaves pontificaux
- Bataille de Castelfidardo
- Campagne de 1867 contre les garibaldiens
  - Combat de Bagnorea
  - Bataille de Montelibretti
  - Combat de Nerola
  - Combat de Farnese
  - Bataille de Mentana
- Campagne de 1870 contre l'Italie
  - Siège de Civita-Castellana
  - Siège de Rome (1870)

## Service de Santé
L'organisation d'un service santé efficace, au moins suivant les normes de l'époque, sera assez rapide. Dès 1861 tant les efforts de l'administration pontificale que ceux des donateurs privés permettent de disposer de quelques ambulances, de salles à l'Ospedale San Spirito, devenu hôpital militaire, et d'un corps de médecins et d'infirmiers permanents, corps présent à Mentana. Les blessures liées à la lutte contre les "brigands" mais aussi contre les garibaldiens en 1867 sont à signaler mais la mortalité principale des zouaves fut liée aux fièvres (en fait la malaria ou le choléra). Les infirmeries de cantonnement et les ambulances existaient mais les conditions sanitaires et de logement étaient celles du temps malgré les dévouements privés.
Le rôle du docteur Vincenzo Vincenti, un médecin corse (1826 - 1893), doit être souligné. Il était chirurgien provisoire au bataillon franco-belge et, chargé des ambulances, avait opéré les blessés à Castelfidardo. Dès la création du corps il en sera le chirurgien-major, d'abord de 2e puis de première classe, il avait de un à deux chirurgiens assistants, aidés souvent de médecins volontaires. Le docteur Vincenti fut également pendant un temps chirurgien en chef à l'hôpital militaire de San Spirito. Après la prise de Rome, blessé lui-même, il y demeura quelque temps pour soigner les zouaves blessés puis rejoignit Charette en France. Là, il fut chargé des ambulances des Volontaires de l'Ouest, prolongement de son rôle auprès des zouaves. Il était père de Pierre Piobb.

## Postérité
Après 1871, les anciens zouaves pontificaux sont fréquemment des militants du catholicisme et de la légitimité monarchiste. Ils sont souvent impliqués dans des œuvres comme le Sacré-Cœur de Paris ou Lourdes. En Belgique et au Québec, il subsiste quelques associations se réclamant des Zouaves pontificaux.
En France, il existe l'Association des descendants des Zouaves pontificaux et volontaires de l'Ouest, qui perpétue le souvenir de ces troupes de volontaires au service du Pape-Roi et du Vatican.

### L'Association des chevaliers pontificaux
En 1890, le comte français de Poli fonda une association, approuvée par le Saint-Siège, sous le nom de « Noble Association des Chevaliers Pontificaux » : il souhaitait réunir des catholiques notamment français ayant reçu une décoration pontificale dans un esprit de charité, d’assistance mutuelle et de fidélité à la papauté. Léon XIII bénit et encouragea cette initiative.

## Personnes ayant servi dans les Zouaves pontificaux
- Liste des Matricules des zouaves pontificaux. Officiers et hommes de troupes de 1 à 4 000 et des volontaires de l'Ouest. (Officiers) Sources BNF Gallaica
- Liste des Matricules des zouaves pontificaux. Liste des zouaves du no 4001 au no 11030 (Sous-officiers et soldats) sources BNF Gallica
- Augustin Numa d'Albiousse (1831-1911), comte romain héréditaire (1887), né à Uzès le 2 septembre 1831. Commandant (major) des Zouaves pontificaux (1860-1870), lieutenant-colonel de la Légion des volontaires de l'Ouest (1870-1871). Chevalier de Saint-Louis (1899, décerné par le comte de Chambord, grand-maître de l'ordre (décoration normalement plus décernée depuis 1830), de Pie IX (1867) et Saint-Grégoire-le-Grand (1861). Décoré des médailles de Crimée (1856), commémorative de la campagne d'Italie (1859), de la valeur militaire de Sardaigne, croix de Mentana (1867) et Benemerenti.

- Jules-Louis Desclée, né à Tournai (Belgique) en 1833 et y décédé le 21 août 1911. Engagé volontaire dans le régiment en 1860, il est blessé en 1867 lors de la défense de Subiaco contre les armées de Garibaldi. Il revient à Tournai en 1870 avec le grade de capitaine que lui a valu sa bravoure au service de la papauté (source : LEFEBVRE G., Biographies tournaisiennes).

- Athanase, Charles Marie de Charette, baron de la Contrie, né officiellement le 18 septembre 1832 rue du Château à Nantes, en réalité le 3 dans la clandestinité. Il est blessé à Castelfidardo en 1867, lieutenant-colonel en 1867. En 1870, avec son régiment, il rejoint l'armée française pour défendre Paris contre les Prussiens. À la dissolution des Zouaves, le 15 août 1871, il rejoint Legé. Théodore Botrel, en 1897, avec ses chansons de la fleur de lys, fait son éloge. Sa descendance est américaine.

- Alfred Gasconi, député de la colonie du Sénégal de 1879 à 1889. Il s'engage dans les zouaves pontificaux en février 1866. Il participe à divers engagements en Italie, notamment aux batailles de Mentana (3 novembre 1867) et de Nérola. Il est promu sous-lieutenant en août 1870 et participe au siège de Rome  le 20 septembre 1870[8]. Il sert ensuite, à partir d'octobre 1870, dans la Légion des volontaires de l'Ouest  durant la guerre de 1870, et participe à la  bataille du Mans lors des combats sur les bords de l'Huisne en janvier 1871. Il est promu lieutenant le 21 janvier 1871[9],[10].
- Joseph-Louis Guérin, qui eut une réputation de sainteté[11].

### Sources et bibliographie
- Père Bresciani, L'Epopée des zouaves pontificaux, H. & L. Casterman, [s.d.]
- Athanase de Charette de La Contrie, Noces d'argent du Régiment des Zouaves Pontificaux 1860 - 1885, Typographie Oberthür, Rennes, édité chez l'auteur, (1885), 214 p.
- François Le Chauff de Kerguenec, Souvenirs des zouaves pontificaux 1864, 1865 et 1866, Oudin & Leday, Paris, (1891), 500 p.
- Philippe Boutry, Philippe Levillain (dir.), Dictionnaire historique de la papauté, Paris, Fayard, 2003 (ISBN 2-213-618577) ;
- Laurent Gruaz, Les officiers français des Zouaves pontificaux. Histoire et devenir entre XIXe   et   XXe siècle, Paris, Honoré Champion, 2017, 732 p.  (ISBN 978-2-7453-3351-3).
- Laurent Gruaz, Les carnets d'Adéodat Dufournel. Journal d'un officier Zouave pontifical mort au combat à Rome en 1867, Paris, Honoré Champion, 2025, 350 p.
- Jean Guenel, La dernière guerre du Pape, les zouaves pontificaux au secours du Saint-Siège 1860-1870, Presses de l'Université de Rennes, 1998,  (ISBN 2-86847-335-0).
- Jean Guenel, Service de Santé, morbidité et mortalité dans le régiment des zouaves pontificaux en Italie (1861-1870) in Bulletin de la Société française d'histoire médicale, 3-1995
- Maurice Briollet, Les Zouaves Pontificaux du Maine, de l'Anjou et de la Touraine, Laval, imprimerie R.Madiot 1963-1969.
- Piero Crociani, Massimo Fiorentino, Massimo Brandani, La neuvième croisade 1860-1870, histoire, organisation et uniformes des unités étrangères au service du Saint-Siège, Hors-série no 13 de Tradition-Magazine, 2000
- (it) Dott. Vincenzo Vincenti, Resoconto statistico dei feriti curati nell'ospedale militare ed in quello di S. Giovanni di Dio nell'anno 1867
- (it) Emilio Faldella, Storia degli eserciti italiani, Bramante editrice, 1976
- (it) Lorenzo Innocenti, Per il Papa Re, Esperia Editrice, 2004
- (it) Piero Raggi, La Nona Crociata, Ravenna, Libreria Tonini
- Philippe Pichot-Bravard, Le pape ou l'empereur, Perpignan, Tempora, 2008